# Męstwo i honor
Męstwo i honor – francuski film przygodowy z 2007 roku na podstawie powieści Eugène Le Roya. Zdjęcia kręcono głównie w Rumunii (Hunedoara, Bukareszt).

## Główne role
- Gaspard Ulliel - Jacquou (dorosły)
- Léo Legrand - Jacquou (dziecko)
- Marie-Josée Croze - Matka Jacquou
- Albert Dupontel - Ojciec Jacquou
- Tchéky Karyo - Kawaler
- Olivier Gourmet - Ksiądz Bonal
- Jocelyn Quivrin - Hrabia Nansac
- Malik Zidi - Touffu
- Dora Doll - Fantille
- Judith Davis - Lina

## Fabuła
Francja, rok 1815. Jacquou spędza szczęśliwe dzieciństwo mieszkając na wsi u niezbyt bogatych, ale kochających się rodziców. Jednak arogancja i okrucieństwo hrabiego Nansac powodują, że Jacquou traci rodziców i zostaje sierotą. Wychowuje go ksiądz Bonal. Z biegiem lat chłopak wyrasta na przystojnego i silnego mężczyznę. Ślubuje pomścić swoich rodziców i walczyć z niesprawiedliwością, która dotyka prostych i ciężko pracujących ludzi.

## Nagrody i nominacje
Cezary 2007
- Najlepsza scenografia - Christian Marti (nominacja)
- Najlepsze kostiumy - Jean-Daniel Vuillermoz (nominacja)